# Öselsk lantdragonskvadron
Öselsk lantdragonskvadron var en skvadron dragoner i svensk tjänst åren 1700–1709. Dragonskvadronen bestod av dragoner uppsatta av Kronoarrendatorer, präster och ståndspersoner. Skvadronen bildades år 1700 och försvann efter slaget vid Poltava år 1709. Skvadronen bestod som mest av strax över 200 dragoner. 

## Förbandschefer
- 1700-1702: H.J. von Brandt
- 1702-1705: J. Kaulbars
- 1705-1709: M. Gizing